# 도봉로
도봉로(道峰路)는 서울특별시 강북구 미아동 미아사거리에서 도봉구 도봉동 의정부시 시계를 잇는 왕복 8차선, 폭 40m, 총 연장 9.84km의 도로이다.
총연장 9.84 km 중 시점으로부터 4km는 성북구 및 강북구, 나머지 6km는 도봉구 관할을 관통한다. 전구간 서울특별시도 제51호선에 속하며, 도봉역부터 시계 종점까지 구간은 국도 제3호선으로 지정되어 있다. 미아사거리역에서 쌍문역까지는 서울 지하철 4호선이 지하로, 방학사거리에서 의정부시 시계는 수도권 전철 1호선이 옆으로 지나간다.

## 역사
- 조선 중기~일제강점기 : 경흥대로 - 경성~함흥을 잇는 도로로 이름 붙임.
- 1972년 11월 26일: 서울특별시 공고 제268호로 도봉로 명칭 고시. 명칭 부여의 이유는 '도봉산, 도봉동이 있음'이었다.[1]
- 2010년 3월 15일 : 2개 이상 시·도에 걸쳐 있는 도로로 고시[2]

## 노선
| 이름                                         | 접속 노선               | 소재지        | 소재지              | 비고          |
| 종암로와 직결                                | 종암로와 직결           | 종암로와 직결 | 종암로와 직결       | 종암로와 직결 |
| -------------------------------------------- | ----------------------- | ------------- | ------------------- | ------------- |
| 미아사거리                                   | 동소문로 월계로         | 서울특별시    | 서:성북구 동:강북구 |               |
| 미아사거리역 롯데백화점 미아점               |                         | 서울특별시    | 강북구              |               |
| 삼양입구사거리                               | 솔샘로 도봉로10길       | 서울특별시    | 강북구              |               |
| 미아역 교차로                                | 솔매로                  | 서울특별시    | 강북구              |               |
| 수유사거리                                   | 덕릉로                  | 서울특별시    | 강북구              |               |
| (이름 없음)                                  | 노해로                  | 서울특별시    | 강북구              |               |
| 수유역 교차로                                | 오패산로 도봉로87길     | 서울특별시    | 강북구              |               |
| 강북구청 교차로                              | 한천로                  | 서울특별시    | 강북구              |               |
| 우이교                                       |                         | 서울특별시    | 강북구              |               |
| 도봉구                                       |                         | 서울특별시    |                     |               |
| 우이교 교차로                                | 우이천로                | 서울특별시    |                     |               |
| 창동시장입구사거리                           | 도봉로109길 도봉로110길 | 서울특별시    |                     |               |
| 쌍문역                                       |                         | 서울특별시    |                     |               |
| 정의여중입구 교차로                          | 노해로                  | 서울특별시    |                     |               |
| 도봉보건소 교차로                            | 해등로                  | 서울특별시    |                     |               |
| 방학교                                       | 도봉로141길 도봉로143길 | 서울특별시    |                     |               |
| 방학사거리                                   | 방학로                  | 서울특별시    |                     |               |
| 방학역 교차로                                | 도당로                  | 서울특별시    |                     |               |
| 신도봉사거리                                 | 시루봉로 도봉로154길    | 서울특별시    |                     |               |
| 도봉역사거리                                 | 도봉로170길 도봉로169길 | 서울특별시    |                     |               |
| 도봉교                                       |                         | 서울특별시    |                     |               |
| 도봉산역 교차로                              | 도봉산길                | 서울특별시    |                     |               |
| 도봉산역 도봉산역광역환승센터 도봉공영차고지 |                         | 서울특별시    |                     |               |
| 평화로와 직결                                |                         |               |                     |               |

## 주요 건물 및 시설
- 빅토리아호텔 (서울특별시 강북구 도봉로 16)
- 이마트 미아점 (서울특별시 성북구 도봉로 17)(길음동)
- 숭인시장 (서울특별시 강북구 도봉로 45)
- 미아사거리역 (서울특별시 강북구 도봉로 지하50)
- 롯데백화점 미아점 (서울특별시 강북구 도봉로 62)
- 송천동우체국 (서울특별시 강북구 도봉로 71)
- 도봉세무서 (서울특별시 강북구 도봉로 117)
- 미아119안전센터 (서울특별시 강북구 도봉로 125)
- 미아역 (서울특별시 강북구 도봉로 지하198)
- 한국전력공사 강북지사 (서울특별시 강북구 도봉로 242)
- 수유역 (서울특별시 강북구 도봉로 지하338)
- 수유3동우체국 (서울특별시 강북구 도봉로 383)
- 메가박스 수유점 (서울특별시 강북구 도봉로 399)
- 쌍문역 (서울특별시 도봉구 도봉로 486-1)
- 도봉구민회관 (서울특별시 도봉구 도봉로 552)
- 호석교통 (서울특별시 도봉구 도봉로 611)
- 도봉소방서 (서울특별시 도봉구 도봉로 666)
- 홈플러스 방학점 (서울특별시 도봉구 도봉로 678)
- 방학동우체국 (서울특별시 도봉구 도봉로 686)
- 한영택시 (서울특별시 도봉구 도봉로 712)
- 도봉119안전센터 (서울특별시 도봉구 도봉로 721)
- 도봉산역광역환승센터 (서울특별시 도봉구 도봉로 955)
- 도봉산역 (서울특별시 도봉구 도봉로 964-33)
- 도봉공영차고지 (서울특별시 도봉구 도봉로 961)